# Lianetjärnet (Skålleruds socken, Dalsland)
Lianetjärnet är en sjö i Melleruds kommun i Dalsland och ingår i Göta älvs huvudavrinningsområde.